# Tero Seppälä
Tero Seppälä, född 25 januari 1996 i Träskända, är en finländsk skidskytt.
Tero Seppälä debuterade i världscupen 2017. Den 12 januari 2025 tog han tillsammans med Suvi Minkkinen förstaplatsen i singelmixedstafetten.